# Jeremy Green
Jeremy Green (Austin, 2 marzo 1990) è un ex cestista statunitense.